# أجنحة عسكرية فلسطينية ظهرت في الانتفاضة الفلسطينية الأولى
تعرض القائمة الأجنحة العسكرية التي ظهرت في الانتفاضة الفلسطينية الأولى من عام 1987 حتى عام 1993 فترة الصراع كامل، هناك كثير من الأجنحة العسكرية التي ظهرت في الانتفاضة الفلسطينية الأولى.

## الأجنحة
- كتائب الشهيد عز الدين القسام
  - ظهرت كتائب الشهيد عز الدين القسام في الانتفاضة الفلسطينية الأولى وهي الجناح العسكري الرئيسي لحركة المقاومة الإسلامية "حماس" ، وظهرت على يد مؤسسها الشيخ أحمد ياسين الذي كان ينتمي إلى الإخوان المسلمون.
- سرايا القدس
  - ظهرت سرايا القدس في الانتفاضة الفلسطينية الأولى أيضا ولكن تأسست في عام 1970 ، وهي الجناح العسكري الرئيسي لحركة الجهاد الإسلامي في فلسطين ، وظهرت على يد مؤسسها فتحي الشقاقي وهو أيضاً أحد أعلامها.
- قوات النجم الأحمر
  - هي جناح عسكري سابق ظهرت فقط في الانتفاضة الفلسطينية الأولى وهي أحد الأجنحة العسكرية المنتمية للجبهة الديمقراطية لتحرير فلسطين.[1]
- مجموعات الفهد الأسود
  - وهي أحد الأجنحة العسكرية المنتمية لحركة التحرير الوطني الفلسطيني "فتح" ، ظهرت بأمر من خليل الوزير في قباطية في محافظة جنين عام 1990.
- مجموعات صقور فتح
  - وهي إمتداد لمجموعات الفهد الأسود ظهرت في عام 1991 ، ظهرت في قطاع غزة وهي أيضاً أحد الأجنحة العسكرية المنتمية لحركة التحرير الوطني الفلسطيني "فتح".